# 加皮什基夫卡
51°31′11″N 32°33′37″E / 51.51972°N 32.56028°E
加皮什基夫卡（烏克蘭語：Гапішківка），是烏克蘭北部的村莊，隸屬切爾尼希夫州的科留基夫卡區。該村始建於1600年，面積0.42平方公里，海拔高度113米，2001年人口10，人口密度每平方公里23.81人。